# Laios
Segons la mitologia grega, Lai o Laios (grec antic: Λάιος) va ser un rei de Tebes, fill de Làbdac (grec antic: Λάβδακος).
Quan Làbdac va morir, Laios encara era molt jove, i Licos, germà de Nicteu, es va fer càrrec de la regència. Fou expulsat per Amfíon i Zetos després que mataren Licos, i venjaren així la seva mare Antíope. Laios es refugià a la cort de Pèlops. Allà va raptar Crisip (grec antic: Χρύσιππος), fill de Pèlops, però l'efeb se suïcidà i son pare maleí Laios i els seus descendents.
Quan Amfíon i Zetos van morir, el primer després de la catàstrofe dels Niòbides, i Zetos per la pena que tenia després de la mort del seu fill, reclamat pels tebans, tornà a Tebes i fou proclamat rei.
Es casà amb Jocasta i tingué un fill, Èdip, però en saber per l'oracle que el seu fill el mataria el feu abandonar al mont Citeró.
Al cap d'uns anys, pel camí de Delfos, a la cruïlla de camins entre Daulis i Tebes, trobà un desconegut i li demanà pas, però l'altre no s'apartava. Llavors, discutiren i el desconegut, que, evidentment, era Èdip, el va matar.